# Akialoa upupirostris
L'akialoa dal becco d'upupa, o, più correttamente, ʻakialoa dal becco d'upupa (Akialoa upupirostris (James & Olson, 1995)) è un uccello passeriforme estinto della famiglia Fringillidae.

## Tassonomia
Il nome scientifico della specie, upupirostris, deriva dall'unione delle parole latina upupa e roster ("rostro"), in riferimento al lungo becco ricurvo di questi uccelli.

## Descrizione
La specie è nota unicamente in base a una mandibola e un cranio allo stato subfossile appartenenti ad esemplari diversi: da questi, si evince che questi uccelli dovevano essere piuttosto simili agli altri akialoa nell'aspetto generale, pur presentano dimensioni maggiori rispetto alle specie sopravvissute fino a tempi recenti, raggiungendo i 20 cm di lunghezza. Inoltre, l'assenza di una scanalatura mandibolare dove alloggiare la lingua (caratteristica degli akialoa non preistorici, muniti di lunga lingua setolosa atta a suggere il nettare) lascerebbe supporre che l'akialoa dal becco d'upupa possedesse lingua corta, indizio di una minore specializzazione in senso nettarivoro della dieta rispetto alle altre specie.

## Biologia
Molto verosimilmente, l'akialoa dal becco d'upupa, come le sue controparti estintesi più di recente, era un uccello diurno, che viveva da solo o in coppie e si nutriva di nettare e piccoli invertebrati, per reperire i quali sondava le fessure della corteccia o gli ammassi di epifite fra gli alberi servendosi del lungo becco ricurvo, col quale aveva gioco facile nell'estrarre il nutrimento dalle lunghe corolle tubolari dei fiori o dalle gallerie sotto la corteccia.

## Distribuzione e habitat
Resti di questo uccello sono stati rinvenuti sulle isole hawaiiane di Oahu e Kauai: molto probabilmente, l'akialoa dal becco d'upupa era un abitatore della foresta montana.

## Estinzione
I resti ascrivibili a questo uccello rinvenuti finora hanno tutti più di 6000 anni: probabilmente, la specie risentì dell'arrivo dei coloni polinesiani nell'arcipelago delle Hawaii, oppure si estinse ancor prima, durante la transizione Pleistocene-Olocene e i cambiamenti climatici ad essa connessi.